# Ковач, Михал
Михал Ковач (словац. Michal Kováč; 5 августа 1930, Любиша, Чехословакия — 5 октября 2016, Братислава) — словацкий политический и государственный деятель, первый президент Словакии (1993—1998), последний председатель Федерального собрания Чехословакии (1992).

## Биография
Родился 5 августа 1930 года в Любише.
Окончил Торговую академию (школа) в г. Гуменне, в 1954 г. — Братиславский университет экономики. Работал в Государственном Чехословацком банке и других банках. С 1965 по 1966 год читал лекции в банковской школе на Кубе, а с 1967 по 1969 год был секретарём чехословацкого банка ŽB в Лондоне. Отозван в Чехословакию в 1969 году, после Пражской весны исключен из Коммунистической партии. Затем до 1989 г. работал банковским служащим в Братиславе.
Во время работы в банках не прерывал преподавательскую деятельность, продолжал читать лекции в Экономическом университете Братиславы. В 1978—1989 годах являлся научным сотрудником Научно-исследовательского финансового института, затем Центрального института исследований народного хозяйства. С 1987 года преподавал в Словацком техническом институте.
Принимал активное участие в Бархатной революции; с декабря 1989 по май 1991 года был министром финансов Словацкой Республики. В начале 1991 года он стал одним из учредителей и вице-председателем партии Движение за демократическую Словакию (ДЗДС). В 1990 году был избран депутатом Федерального собрания Чехословакии, в июне 1992 года стал его последним председателем и сыграл важную роль в разделе Чехословакии.
В феврале 1993 года Национальный совет Словакии избрал его в качестве кандидата от ДЗДС (на тот момент крупнейшей парламентской силы) первым президентом Словакии. Его фигура стала компромиссной поскольку парламент несколько раз не утверждал на пост главы государства другого представителя ДЗДС Романа Ковача.
Довольно быстро президент стал резко критиковать политику своего однопартийца премьер-министра Владимира Мечьяра и принял деятельное участие в создании в начале 1994 года правительства Йозефа Моравчика, продержавшегося только до выборов, состоявшихся осенью того же года. Для дискредитации Ковача с целью отправить его в отставку Словацкая информационная служба в 1994 году организовала похищение сына президента. Его насильно накачали виски, оглушили электрошоком, а затем бросили в багажник машины и вывезли в Австрию, где раньше против него было возбуждено уголовное дело. Ковача-младшего выбросили из машины около полицейского участка городка Хайнбург. Затем в 1995 году президент был официально исключён из ДЗДС.
С окончанием его полномочий в 1998 году возник продолжавшийся больше года политический кризис, вызванный неспособностью парламента избрать президента, который закончился проведением в 1999 году первых прямых президентских выборов, завершившихся победой Рудольфа Шустера, на которых сам Ковач снял свою кандидатуру перед самым голосованием, и получил около 5000 голосов. После этих событий он прекратил деятельное участие в политической жизни.
После многих лет политического молчания он присоединился к своим двум преемникам незадолго до второго тура президентских выборов в Словакии в 2014 году и рекомендовал избрать премьер-министра социалистов Роберта Фицо вместо «политически неопытного олигарха» Андрея Киски.
Похоронен на Кладбище Святого Андрея в Братиславе.

## Награды и звания
- Орден Андрея Глинки I класса (2023, посмертно)[7].
- Орден Андрея Глинки II класса (1998).
- Орден Людовита Штура I класса (2000).
- Крест Прибины I класса[8].
- Крест Милана Растислава Штефаника 1 класса[8].
- Крест Прибины 1 класса[8].
- орден Белого орла (1997, Польша)
- Большой крест ордена Заслуг перед Республикой Польша (1994, Польша)
- Орден «Стара планина» с лентой (1997, Болгария)
- Большой крест с лентой ордена «За заслуги перед Итальянской Республикой» (1997, Италия)[9]
- Цепь ордена Заслуг pro Merito Melitensi (1997, Мальтийский орден)[10]